# Raportaz
Raportaz war und sind ein deutsches Rapduo aus Kassel und Göttingen. Der Name des Duos soll im Sinne der Reporter des Rap auf themenlastige und gehaltvolle Songtexte hinweisen, die zum Markenzeichen der Raportaz wurden.

## Geschichte
Raportaz besteht aus den Rappern DreSta und DJ Os Chill, die beide aus der Nähe von Göttingen stammen, wobei DreSta während der aktiven Bandzeit von 1999 bis 2007 in Kassel wohnte. Durch diesen Umstand wurde auch der Begriff „Kassel-Göttingen HipHop“ durch die Raportaz geprägt. Ursprünglich als Trio mit dem Rapper Crazy-K gegründet, waren DreSta und DJ Os Chill nach der Veröffentlichung der ersten Demokassette Einfalls-Reich im Jahre 2001 fortan nur noch als Duo aktiv.
Im April 2002 veröffentlichten die Raportaz ihre erste EP Oben Ohne. Der Titel war eine Anspielung auf die oftmals als sehr inhaltlos empfundenen Rapsongs ihrer Mitstreiter. Das Cover wurde von dem Graffitikünstler Anus One gestaltet, der später auch die Coverartworks für Szenegrößen wie Bonez MC und Kalim kreierte.
Im Juni 2003 erschien das Debütalbum Mit Reimen Gewissen, auf dem neben lokalen Größen auch bekannte DJs wie Kid Fresh und DJ Membrain mit Gastauftritten vertreten waren. Durch die mehrfache Darstellung ihrer Verbundenheit zur Graffitikunst ging der Sprühfarbenhersteller Molotow eine langfristige Partnerschaft mit dem Duo ein. Erstmals berichteten mit dieser Veröffentlichung auch Szenemagazine wie das Backspin Hip Hop Magazin in größerem Umfang über die Raportaz. Im Zuge vermehrter Live-Präsenz eröffneten die Raportaz u. a. im Oktober 2003 das Deutschlandkonzert des US-amerikanischen Hip-Hop-Duos Gang Starr in Hann. Münden.
Im Zusammenschluss mit Rappern, DJs, Produzenten und Beatboxern aus verschiedenen Städten der Großregion um Kassel und Göttingen entstand im Jahr 2004 das Crew-Kollektiv Raportaz-family. In Anspielung auf die geografische Heimatregion der Crewmitglieder in der Mitte von Deutschland wurde im selben Jahr das Album Mittelpunkt veröffentlicht, das von der Plattform laut.de mit der Bestnote ausgezeichnet wurde. Im Zuge der Kooperation mit Fa.Molotow wurde auch der Song how to do graffiti samt Videoclip produziert und sowohl auf dem Album Mittelpunkt als auch auf dem CD-Beileger der Zeitschrift Juice veröffentlicht. Da die Raportaz bis dato noch keinen Labelvertrag abschließen konnten, wurde von DreSta Ende 2004 außerdem das eigene Musiklabel RZ-recordingz gegründet.
Im Jahr 2005 gelang dem Duo durch die Veröffentlichung der EP Gangsta Gangsta schließlich der Durchbruch zu einem deutschlandweiten Bekanntheitsgrad. Die kritische Betrachtung des in dieser Zeit verstärkt auftretenden, und aus Sicht der Raportaz außerdem unauthentischen Gangsta-Gehabes vieler Deutschrapper brachte der Veröffentlichung viel mediale Präsenz ein, wie z. B. eine Berichterstattung in den Abendnachrichten des Senders RTL-2 und erneut im Backspin Hip Hop Magazin. In letzterem führte die namentliche Nennung des Berliner Rap Duos Hecklah & Coch sogar zu einer musikalisch ausgetragenen Auseinandersetzung in Form eines Disssongs der Berliner Gruppe gegen die Raportaz.
Im Jahr 2006 wurden die Raportaz von der Hamburger Labelagentur Neo (heute Membran) unter Vertrag genommen. Im selben Jahr folgten Kooperationen mit den Bekleidungsfirmen Converse, Dickes und Capone Clothing.
2007 wurde das zweite Crewalbum mit dem Titel Unter Wert mit Vertrieb über Sony-BMG veröffentlicht. Hier gab es Gastbeiträge von Rappern wie Tone, Architekt, K*Rings Brothers und Illmatic. Ebenfalls wurde das Soloalbum des Raportaz-Rappers DreSta mit dem Titel Augenlieder veröffentlicht. Auf diesem waren auf einer beiliegenden DVD außerdem sämtliche Musikvideos der Raportaz sowie weiteres Videomaterial enthalten. Die beiden Alben fanden breite Beachtung in der Tagespresse und in den Szenemedien. U.a. wurde in Form von größeren Artikeln im Juice-Magazin sowie im Backspin HipHop-Magazin und in diversen TV-Berichten bei den Sendern RTL2 und RTL über die Veröffentlichung der Tonträger berichtet. Das Album Augenlieder war gleichzeitig als Abschiedsalbum deklariert, da DreSta beschloss, die aktive Laufbahn als Rapper zu beenden und sich stattdessen der Führung des eigenen Musiklabels RZ-recordingz zu widmen.
Im Jahr 2008 zeigte das Lumiere-Kino in Göttingen und der FilmLaden in Kassel eine Dokumentation mit dem Titel Eine Rap-Geschichte über DreSta, die Einblicke in das Schaffen des Rappers und Produzenten gibt.
Über RZ-recordingz veröffentlichte DreSta in der Folgezeit neben drei Alben der deutsch-russischen Band Ginex u. a. die ersten musikalischen Schritte auf Tonträger der späteren Multi-Platin Produzenten The Cratez, zu diesem Zeitpunkt noch in der Formation Lan und Vans Beats aktiv (Straight outta Götting‘, 2009) sowie des später sehr erfolgreichen Rappers Karate Andi, zu diesem Zeitpunkt noch unter dem Namen Monty aktiv (Straight outta Götting‘, 2009) und Juri (Rapper), zu diesem Zeitpunkt noch unter dem Namen Joka aktiv (Freitag der 13te, 2009).
Im Jahr 2015 veröffentlichte DreSta den RZ-recordingz Labelsampler Bomben, dessen Erlös komplett an SOS-Kinderdorf gespendet wurde.
2019 wurden die Raportaz im Zuge ihres 20-jährigen Gründungsjubiläums wieder aktiv. Sämtliche Tonträger wurden als Re-Releases veröffentlicht. Auch ein Best-Of Album, das auch neues Songmaterial enthält, wurde über das neue Label "Hidden Island" veröffentlicht.
Seit 2020 ist DreSta als Soloartist aktiv.

## Diskografie
Demokassette
- 2001: Raportaz: Einfalls-Reich (Eigenvertrieb)[15]

Alben
- 2003: Raportaz: Mit Reimen Gewissen (Eigenvertrieb)[16]
- 2004: Raportaz-family: Mittelpunkt (RZ-recordingz)[17]
- 2006: Raportaz-family: Unter Wert (RZ-recordingz/neo/Sony-BMG)[18]
- 2006: DreSta: Augenlieder (RZ-recordingz/neo/Sony-BMG)[19]
- 2019: Raportaz: Best of (Hidden Island/Membran)

EPs
- 2002: Raportaz: Oben Ohne (RZ-recordingz)
- 2005: Raportaz: Gangsta Gangsta (RZ-recordingz)

Digitalveröffentlichungen
- 2018: Raportaz: Lost Tracks (RZ-recordingz/Membran)
- 2019: Raportaz: Best of (Hidden Island/Membran)

Sonstige
- 2004: Raportaz: How to do graffiti (als Juice-Exclusive auf Juice-CD #47)[20]
- 2006: DreSta: Mein Rap (auf Kubaalbum Charakterrap)
- 2007: Raportaz-family: Das ist RZ (als Juice-Exclusive auf Juice-CD #73)[21]
- 2007: DreSta: Für Show und Fame (als Juice-Exclusive auf Juice-CD #79)[22]
- 2008: DreSta: Gute Cops, Böse Cops (auf Ginexalbum Zari Gori – die Könige des Berges)
- 2008: DreSta feat. Lord Scan: Nicht tot zu kriegen (auf Bandits Mixtape Vol. 2)[23]
- 2008: DreSta: Dieser Traum (als Juice-Exclusive auf Juice-CD #89)
- 2009: DreSta mit Monty und Crazy K: Geisterjäger (auf Göttingen-Sampler Straight outta Götting’)
- 2009: Raportaz feat. Crazy K: Back in the days (auf Göttingen-Sampler Straight outta Götting’)
- 2009: DreSta: Gib mir eine Chance (auf Kassel-Sampler Straight outta Cassel)